# Kirundo (tỉnh)
Kirundo là một trong 18 tỉnh của Burundi.

## Hành chính
Tỉnh được chia thành 7 xã:
- Bugabira
- Busoni
- Bwambarangwe
- Gitobe
- Kirundo
- Ntega
- Vumbi